# Burg Wanzleben
Die Burg Wanzleben ist eine Niederungsburg am nördlichen Ortsrand des Ortes Wanzleben an der früheren Heerstraße von Magdeburg nach Hadmersleben. Sie ist eine Station an der Straße der Romanik.

## Geschichte

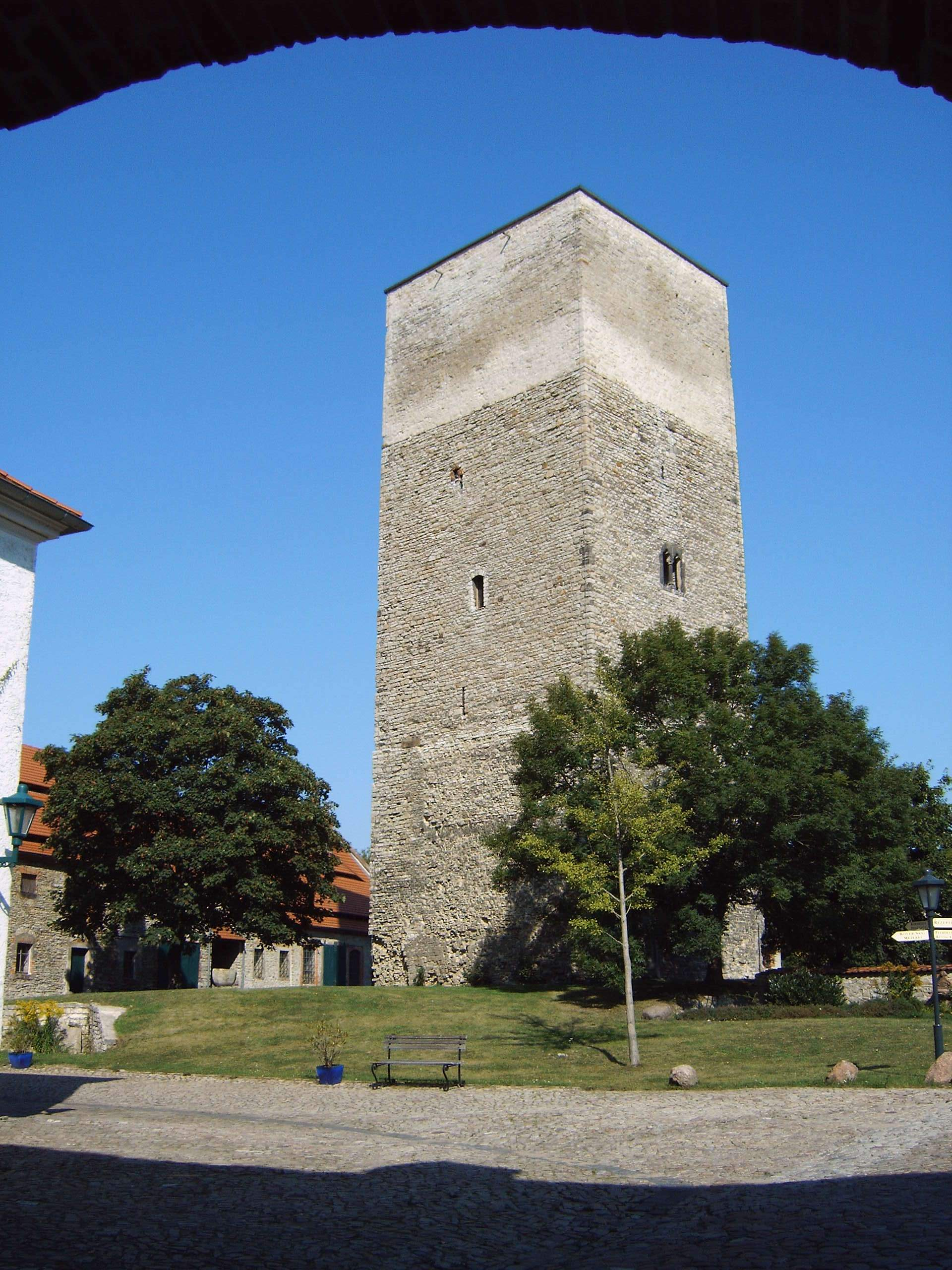
Bergfried

Die Burg wurde als Rundburg mit doppelten Gräben und Wällen angelegt. Der romanische Bergfried aus dem 13. Jahrhundert ist 30 Meter hoch. Erweiterungen erfolgten 1583. Im 18. und 19. Jahrhundert wurden Wohnhaus und Wirtschaftsgebäude um- und ausgebaut.
Erstmals wurde sie 968 erwähnt. Seit dem 12. Jahrhundert wurde sie vom Stift Gandersheim verwaltet. 1373 verkauften die Herren von Wanzleben sie an den Magdeburger Erzbischof. An der Schloßbrücke wurde auch Landgericht gehalten. Ab 1680 war das Anwesen brandenburgisch-preußische Domäne. Über sieben Generationen agierten als Pächter die Amtsratsfamilie Kühne. In den 1920er Jahren beinhaltete deren Pachtbesitz mit derDömäne und den dazugehörigen Vorwerken Buch und Blumenberg gesamt 1.245 ha. Zusätzlich gehörten noch Flächen in Bottmansdorf dazu, 268 ha. Damaliger Pächter war Amtsrat Erich Kühne. Familie Kühne bewirtschaftete das Domänen-Gut bis 1945.
Bis 1945 wurde die Burg und die dazugehörigen Ländereien durch einen Königlichen Domänenpächter bewirtschaftet. Nach Bildung einer Landwirtschaftlichen Produktionsgenossenschaft  (LPG) im Ort hatte diese ihren Verwaltungssitz in der Burg.
Durch die Nachkommen des letzten Pächters Kühne wurde die Burg in den 1990er Jahren erworben und wurde ab 1996 rekonstruiert. Nach Abschluss der wesentlichen Umbauten 2003 wird die Anlage als Wohngebäude, Hotel, Tagungsstätte und Restaurant genutzt.
Im Denkmalverzeichnis des Landes Sachsen-Anhalt ist die Burg unter der Erfassungsnummer 094 11981 als Baudenkmal     verzeichnet.